# Valkininkai

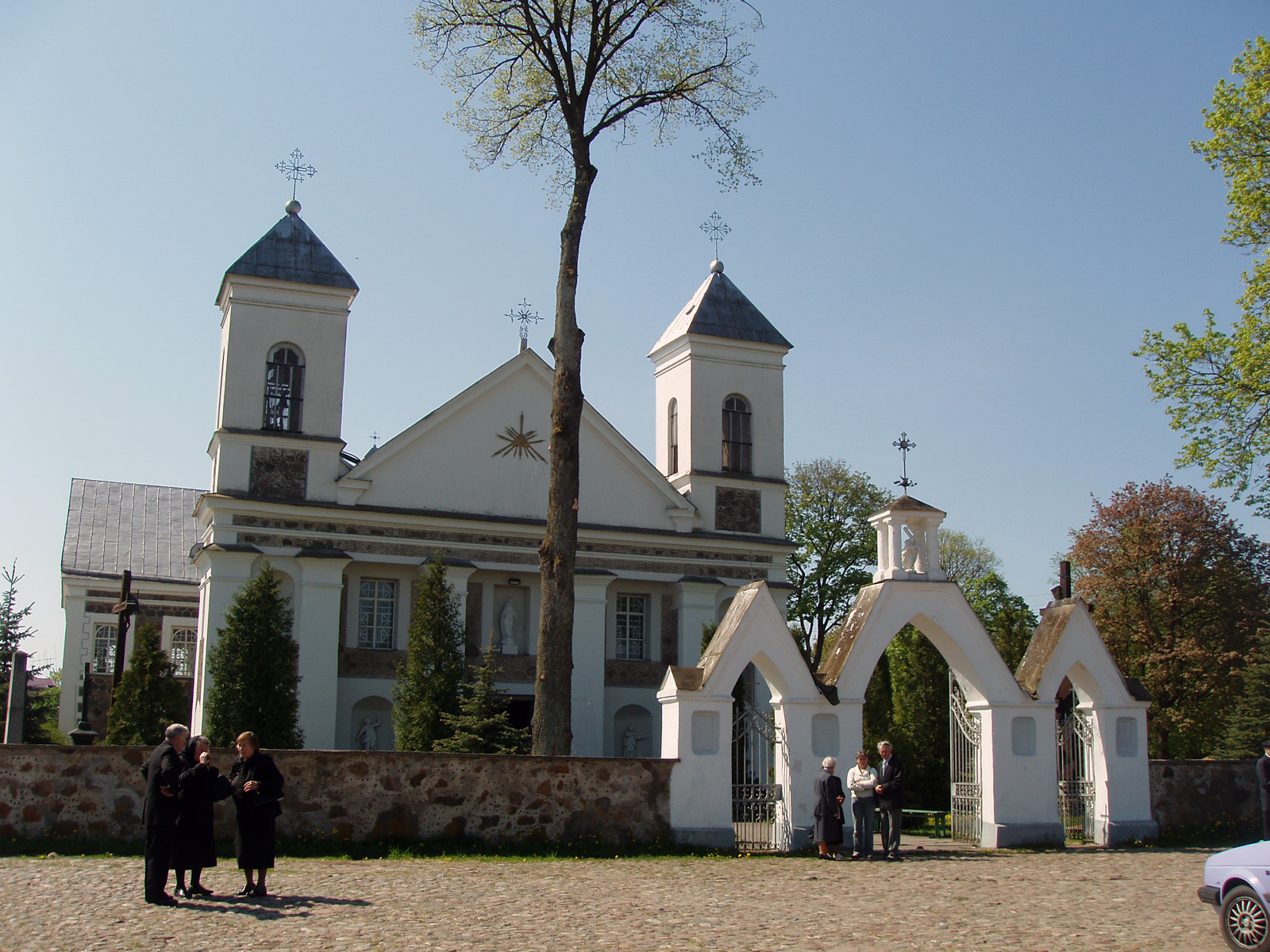
Kirche von Valkininkai

Valkininkai ist ein Ort in Litauen. Er gehört zur Rajongemeinde Varėna und zählt 229 Einwohner (2011).

## Persönlichkeiten
- Joseph Gedalja Klausner (1874–1958), Literaturwissenschaftler, Historiker und Religionswissenschaftler